# Pensée du Mont-Cenis
Viola cenisia
Espèce
Classification phylogénétique
La pensée du Mont-Cenis (Viola cenisia) est une espèce de plantes à fleurs de la famille des Violaceae et du genre Viola. C'est une plante herbacée vivace trouvée en France et en Suisse.

## Distribution et habitat
Elle vit dans les Alpes occidentales. En Suisse on la trouve aux étages alpins et subalpins ; elle est rare en Valais et dans les Grisons.
Elle fait partie de groupes végétaux spécialisés capable de vivre dans des éboulis mouvants, des falaises ou des rocailles.